# श़
Cette page contient des caractères spéciaux ou non latins. S’ils s’affichent mal (▯, ?, etc.), consultez la page d’aide Unicode.
श़ est une consonne de l’alphasyllabaire devanagari. Elle est formée d’un śa ‹ श › et d’un point souscrit.

## Représentations informatiques
Ses Unicode sont :
| formes | représentations | chaînes de caractères | points de code       | descriptions                                                               |
| ------ | --------------- | --------------------- | -------------------- | -------------------------------------------------------------------------- |
| pleine | श़               | श◌़                    | U+0936 U+093C        | lettre devanagari ça, symbole devanagari noukta                            |
| morte  | श़्               | श◌़◌्                   | U+0936 U+093C U+094D | lettre devanagari ça, symbole devanagari noukta, symbole devanagari virama |